# 少年儿童出版社 (上海)
少年儿童出版社，簡稱少儿社（Juvenile & Children's Publishing House, JCPH），是中华人民共和国上海市一家少儿出版社，隶属上海世纪出版集团。该社新社址位于上海市闵行区号景路159弄B座五至六楼，旧址位于延安西路1538号。

## 沿革
少年儿童出版社成立于1952年12月28日，是中华人民共和国成立后的首家以少年儿童为对象的综合性少儿读物出版社，社名由中华人民共和国名誉主席宋庆龄题写，其出版过《十万个为什么》等。
1953年7月，少儿社创办《少年文艺》，这是共和国成立后的第一本儿童文学期刊。后来很长一段时期里，中国大陆只有这一本专业儿童文学刊物。
2003年9月，少年儿童出版社加入上海世纪出版集团；以后，又随该集团转制为股份有限公司。

## 重要出版书籍

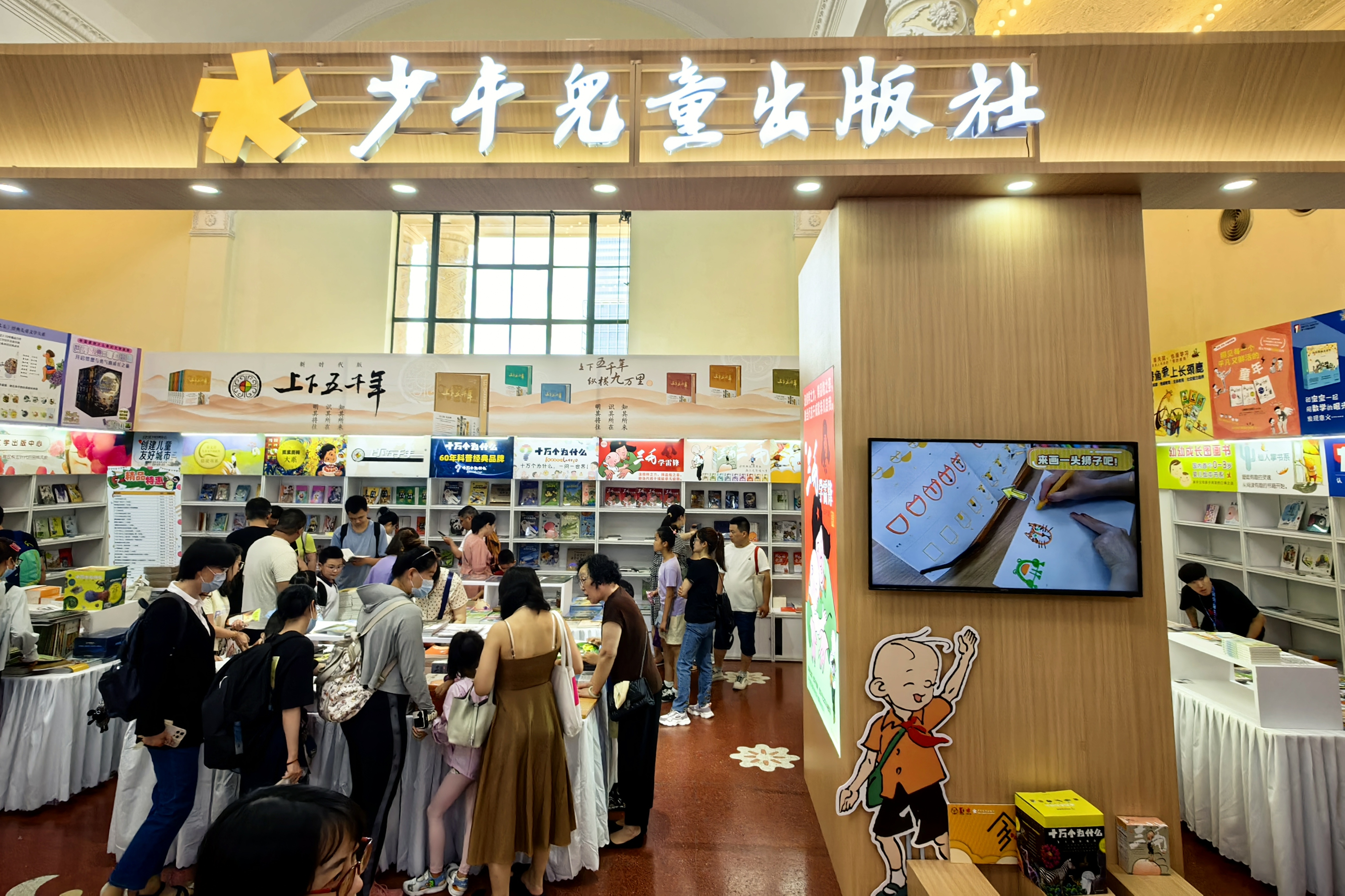
2024年上海书展少年儿童出版社展位

- 《十万个为什么》系列
- 《上下五千年》
- 《365夜》系列
- 《三毛流浪记》
- 《神笔马良》
- 《没头脑和不高兴》
- 《狼王梦》
- 《男生贾里全传》
- 《女生贾梅全传》
- 《宝贝当家》
- 《女儿的故事》
- 《我的妈妈是精灵》
- 《小巴掌童话》
- 《大头儿子和小头爸爸》
- 《布罗镇的邮递员》
- 《飞越喜马拉雅》
- 《“小巨人原创”书系》

## 出版报刊
- 《小朋友》
- 《娃娃画报》
- 《故事大王》
- 《少年文艺》
- 《十万个为什么》（前身为1976年创刊的《少年科学》[3]）
- 《小福尔摩斯》
- 《儿童文学选刊》
- 《语文新读写》
- 《小青蛙报》
- 《青少年科技报》